# Piosenki z różowej scenki
Piosenki z różowej scenki – album studyjny Jacka Skubikowskiego wydany w 1990 roku przez wytwórnię Bravo. Reedycje albumu wydały także wytwórnie Polton (1991), Caston (1992) i Agencja Artystyczna MTJ (2007). Album ukazał się na płycie CD oraz na kasecie. W 2007 roku ukazała się kontynuacja albumu zatytułowana Nowe piosenki z różowej scenki.
Album ten był jednym z pierwszych parodii disco polo i muzyki chodnikowej.

## Lista utworów
1. "Do buzi" (2:57)
2. "Agato, Renato, Beato!" (3:34)
3. "Eugenia z Pułtuska" (3:34)
4. "Cacka" (3:14)
5. "My i czas" (4:29)
6. "Futerko" (4:40)
7. "Albo nigdy nikt" (3:58)
8. "Krzyki Weroniki" (3:39)
9. "Sama" (4:13)
10. "Rumba banana" (3:17)
11. "Z twojej winy" (4:18)
12. "Do buzi" (1:31)

Wszystkie utwory napisał i skomponował Jacek Skubikowski.